# NGC 239
NGC 239 est une galaxie spirale située dans la constellation de la Baleine. NGC 239 a été découverte par l'astronome américain Francis Leavenworth en 1886.

## Caractéristiques
Sa vitesse par rapport au fond diffus cosmologique est de 3 452 ± 39 km/s, ce qui correspond à une distance de Hubble de 50,9 ± 3,6 Mpc (∼166 millions d'al). 
À ce jour, trois mesures non basées sur le décalage vers le rouge (redshift) donnent une distance de 74,667 ± 0,416 Mpc (∼244 millions d'al), ce qui est nettement à l'extérieur des valeurs de la distance de Hubble. Notons que c'est avec la valeur moyenne des mesures indépendantes, lorsqu'elles existent, que la base de données NASA/IPAC calcule le diamètre d'une galaxie et qu'en conséquence le diamètre de NGC 239 pourrait être d'environ 15,9 kpc (∼51 900 al) si on utilisait la distance de Hubble pour le calculer.
La classe de luminosité de NGC 239 est I-II et elle présente une large raie HI. Elle renferme également des régions d'hydrogène ionisé.